# لوری برد (هنرپیشه)
لوری بِرد (به انگلیسی: Laurie Bird؛ زادهٔ ۲۶ سپتامبر ۱۹۵۳ – درگذشتهٔ ۱۵ ژوئن ۱۹۷۹) هنرپیشه و عکاس اهل ایالات متحده آمریکا بود. او در دههٔ ۱۹۷۰ در سه فیلم بازی کرد که دوتا از آن‌ها را مونتی هلمن کارگردانی کرده بود.